# Kurt Welzl
Kurt Welzl (Wenen, 6 november 1954) is een voormalig Oostenrijks voetballer. Hij was een aanvaller (rechterspits). Vanaf het seizoen 1978/79 tot en met het seizoen 1980/81 stond hij bij AZ'67 onder contract. Bij AZ'67 speelde Welzl samen met onder meer John Metgod, Ronald Spelbos, Peter Arntz, Jan Peters, Kristen Nygaard, Kees Kist, Pier Tol, Ricky Talan, Richard van der Meer en Ronald Weysters. Met AZ'67 bereikte Welzl in de eredivisie achtereenvolgens de 4de, de 2de en de 1ste plaats met de respectievelijke doelsaldi +41 (84-43), +41 (77-36) en +71 (101-30). In het topseizoen 1980/81 won AZ'67 het landskampioenschap met maar liefst 12 punten voorsprong op nummer 2, Ajax (60 punten tegen 48 punten, slechts 2 punten voor een overwinning) en met een ruim dubbel zo goed doelsaldo als dat van nummer 2, Ajax: een verschil van +37, een doelsaldo van +71 (101-30) voor AZ'67, versus een doelsaldo van +34 (88-54) voor Ajax. In 1980/81 won AZ'67 tevens de KNVB beker (doelsaldo hele toernooi +15); in de finale werd uit in Amsterdam met 1-3 van het Ajax van Keje Molenaar, Frank Rijkaard, Edo Ophof, Peter Boeve, Frank Arnesen, Dick Schoenaker, Søren Lerby, Henning Jensen, Gerald Vanenburg, Tscheu La Ling, Wim Kieft, Martin Wiggemansen en interim-trainer Aad de Mos gewonnen. Ook bereikte AZ'67 de 2 finales om de Europacup III, die werden verloren tegen het Engelse Ipswich Town (3-0 uitnederlaag, 4-2 thuiszege, 4-5 (-1) totaalscore; zeer hoog doelsaldo hele toernooi: +21). Tussen half 1981 en half 1983 kwam Welzl samen met ex-Ajacied Frank Arnesen uit voor Valencia, halverwege de oostkust van Spanje. In 1988 beëindigde Welzl zijn professionele voetballoopbaan.

## Interlandcarrière
Welzl maakte zijn debuut voor de Oostenrijkse nationale ploeg op zondag 16 maart 1975 in het EK-kwalificatieduel tegen Luxemburg (1-2). Hij kwam tot een totaal van 22 interlands en tien doelpunten.

## Statistieken
| Seizoen        | Club               | Land        | Competitie       | Wed. | Goals |
| -------------- | ------------------ | ----------- | ---------------- | ---- | ----- |
| 1972/74        | Wiener SK          | Oostenrijk  | Bundesliga       | 52   | 16    |
| 1974/78        | SSW Innsbruck      | Oostenrijk  | Bundesliga       | 133  | 54    |
| 1978/79        | AZ'67              | Nederland   | Eredivisie       | 17   | 6     |
| 1979/80        | AZ'67              | Nederland   | Eredivisie       | 20   | 13    |
| 1980/81        | AZ'67              | Nederland   | Eredivisie       | 29   | 17    |
| 1981/83        | Valencia CF        | Spanje      | Primera División | 41   | 12    |
| 1983/84        | AA Gent            | België      | Eerste Klasse    | 10   | 1     |
| 1984           | Olympiakos         | Griekenland | Alpha Ethniki    | 5    | 3     |
| 1985/86        | SSW Innsbruck      | Oostenrijk  | Bundesliga       | 30   | 5     |
| 1986           | FC Swarovski Tirol | Oostenrijk  | Bundesliga       | 5    | 2     |
| 1987           | Grazer AK          | Oostenrijk  | Bundesliga       | 12   | 2     |
| 1987/88        | SV Spittal         | Oostenrijk  | Bundesliga       | -    | -     |
| Totaal         | Totaal             | Totaal      | Totaal           | 354  | 131   |
| Bijgewerkt tot | 31 januari 2009    |             |                  |      |       |